# 中江友紀
中江 友紀（なかえ ゆき、1978年1月24日 - ）は、愛知県名古屋市出身の女優、モデルタレント、ダンサー。

## プロフィール
- 出身地：愛知県名古屋市
- 血液型：O型
- 趣味・特技：スポーツ全般、ダンス
- 学歴：愛知県立昭和高等学校を経て、マッキー総合学園専門学校卒業。
- 所属事務所：現在は東宝芸能（復籍）過去には、イエローハウス（イエローキャブ関連）、豪勢堂-HeaTに所属していた。

## 来歴
- 2002年、イエローハウスに所属し、中江ゆきこ名義でmaybeとしてのユニット活動をはじめ様々な分野で活躍した。現所属事務所へ移籍と同時に本名である中江友木子名義で活動をしていたが、中江友紀に改めている。
- 2004年春には『美少女戦士セーラームーン』ミュージカルにおける主要キャラクター・セーラープルート役に選出されて夏公演に出演。共演した相沢真紀と交友があり、ブログによく登場する。
- 2004年に起きた前所属事務所イエローキャブの分裂騒動の影響を受けて、2004年9月をもってイエローハウスを退社した。
- 豊富なダンスの経験やレッスン歴から、イベントではダンスの振付け、ショーの構成等も手がけプロデュースも行っている。

## 主な活動

### ドラマ
- ドールハウス 〜特命女性捜査班〜（2004年） - リサ 役
- ハチワンダイバー（2008年5月3日 - 7月19日、フジテレビ） -  守護 役

#### 単発・ゲスト
- 最強の男は誰だ!壮絶筋肉バトル!!スポーツマンNo.1決定戦

### CM
- Panasonic エコナビ（2013年）
- HONDA
- 大塚製薬 BCAA
- ACジャパン

### MOVIE
- GOGO♂イケメン5

### 舞台
- ミュージカル『美少女戦士セーラームーン』（2004年7月 - 9月、サンシャイン劇場 他） - 冥王せつな / セーラープルート 役
- 雪之丞一座〜参上公演 サイケデリック・ペイン（2012年）
- 黒執事（2013年）
- ALUCARD SHOW（2013年 - 2014年）
- ラストフラワーズ大人の新感線（2014年）
- 丸美屋食品 ミュージカル『アニー』 - ロニーボイラン役
- オペラ 『トゥーランドット』
- 東宝ミュージカル 『マイフェアレディ』
- 越路吹雪物語

### ダンサー
- バックダンサー（TRF、TUBE 他）
- パパイヤ鈴木 オヤジダンサーズ / ソロダンサー
- POP JAM（NHK）
- SMAP×SMAP（フジテレビ）
- サザンオールスターズ『BOHBO No.5』
- ケツメイシ 全国ツアー
- CanCam CF振付け

### 歌手ユニット
- maybe（他のメンバーは森ひろこ、宮田はるな）